# Ustrzyki Górne
Ustrzyki Górne – wieś w Polsce położona nad potokiem Wołosatym w Bieszczadach, w województwie podkarpackim, w powiecie bieszczadzkim, w gminie Lutowiska. Leży w pobliżu skrzyżowania dróg wojewódzkich nr 896 i 897. Wieś jest siedzibą sołectwa Ustrzyki Górne, w którego skład wchodzi również miejscowość Wołosate.

## Historia
Wieś lokowana na prawie wołoskim w XVI wieku, położona w ziemi sanockiej województwa ruskiego. Rozłożyła się na długości ponad 4 km nad potokiem Wołosaty.

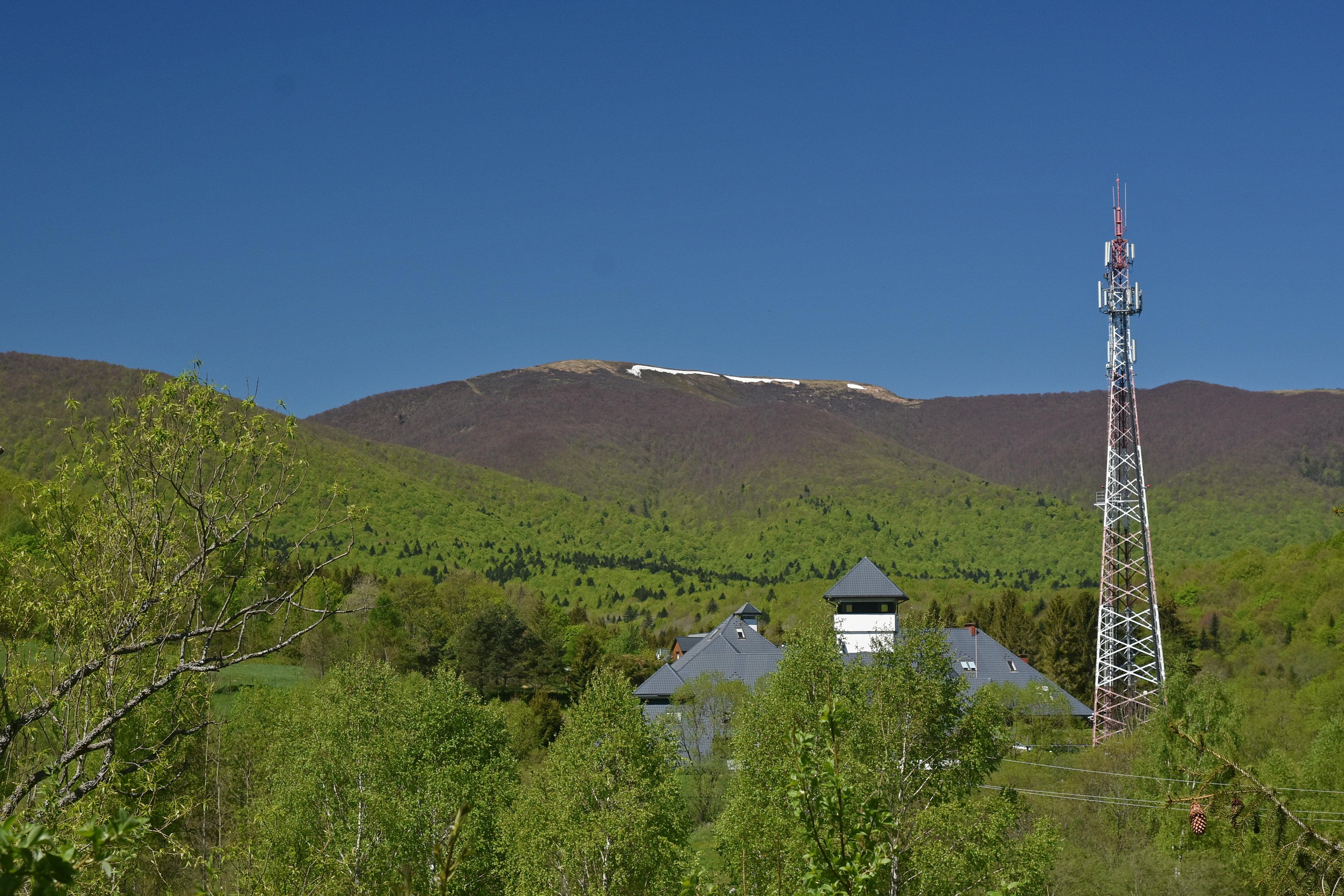
Widok na Rawki i budynek Straży Granicznej
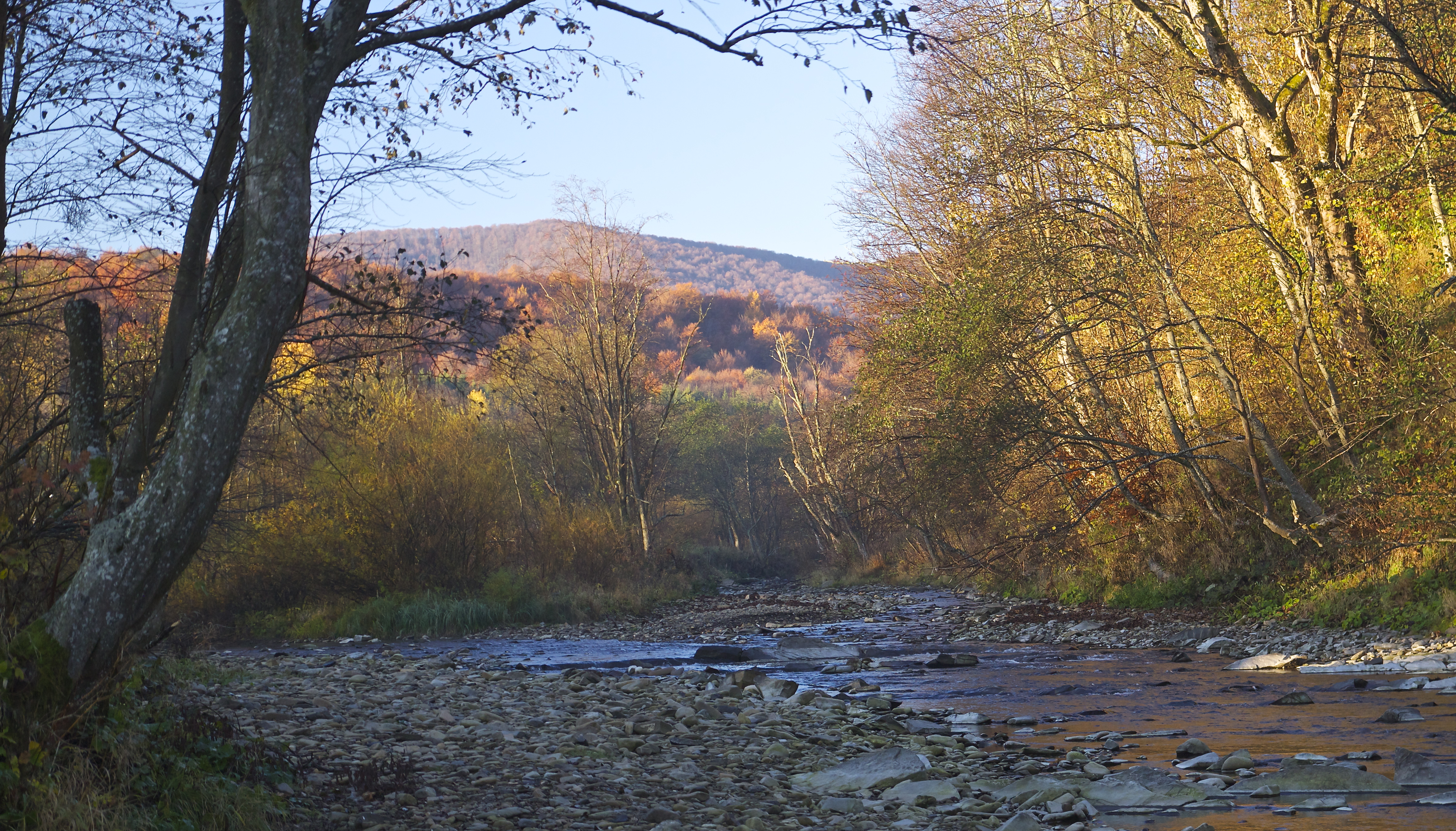
Wołosaty w Ustrzykach Górnych
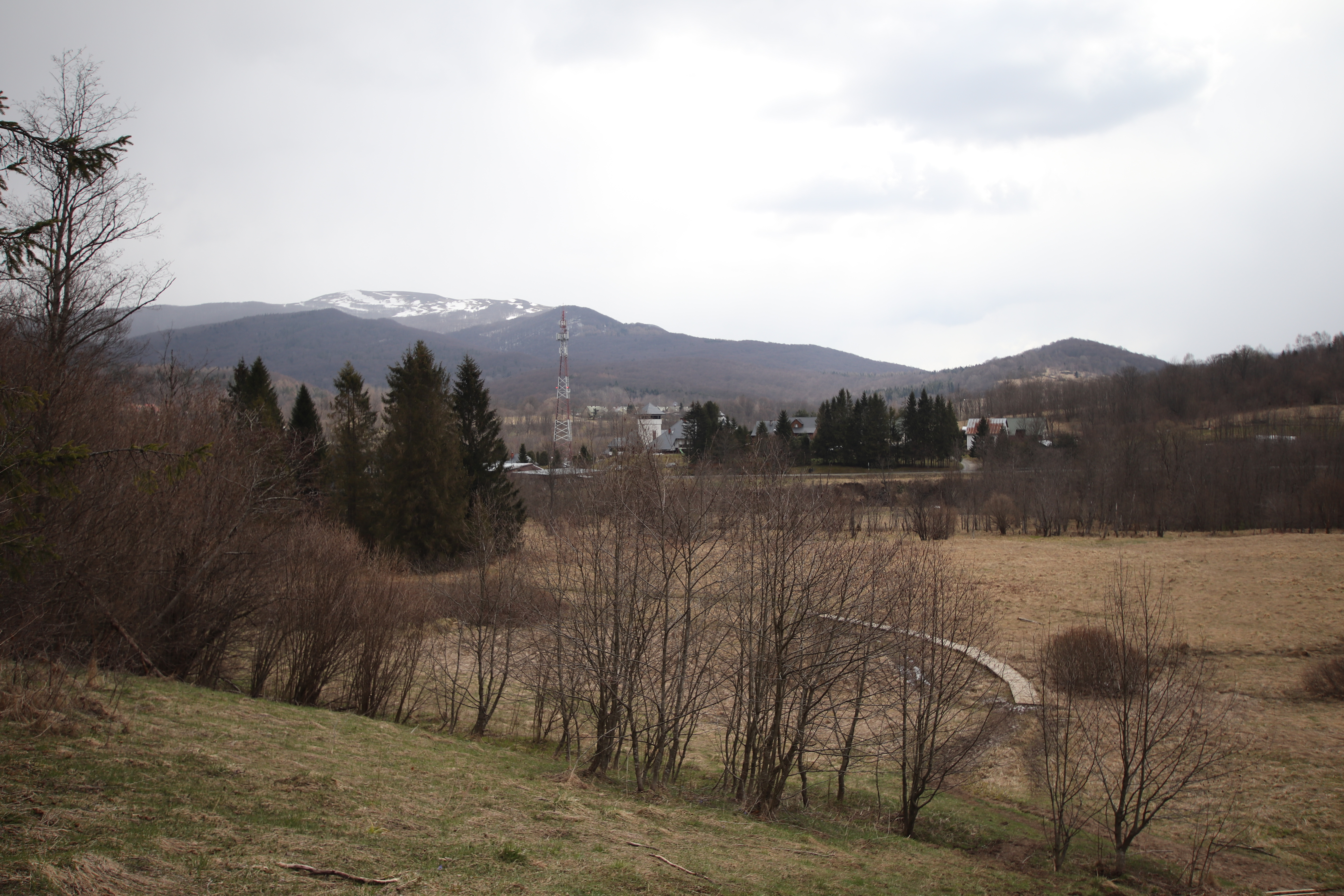
Ustrzyki Górne

Wzmianki o Ustrzykach Górnych pochodzą z 1529. Z połowy XVI w. pochodzą przywileje wydane przez Piotra Kmitę dla Stuposian (1531) oraz Tarnawy Niżnej (1537) i Wyżnej (1549). Wieś lokowana na prawie wołoskim ok. 1537 przez ród Kmitów.
Piotr Kmita Sobieński do 1553 r. dziedziczył Ustrzyki Górne, a po jego śmierci bezdzietna wdowa Barbara Kmita z Herburtów. Po jej śmierci w 1580 dziedziczył Ustrzyki Górne brat Stanisław Herburt.
Miejscowość została ponownie założona w 1580.
Właściciele Stuposian obejmowali również tereny Ustrzyk Górnych. Wsie te istniały już wcześniej przed oficjalnym założeniem. Pierwsze wzmianki o kolejnych osadach: Dydiowej, Łokciu, Ustrzykach Górnych, Berehach Górnych, Wetlinie i Jaworcu pochodzą z roku 1580. Dziesięć lat później istniały już przysiółki Łuh (1589, dziś Bereżki) i Dołhyłuh (1590, dziś Muczne).
O istniejącej wsi świadczą dokumenty z 1580. W 1622 mieszkańców Moczarnego zdziesiątkowało „morowe powietrze” do tego stopnia, że wieś przestała istnieć, a w Wołosatem w 1665 był tylko jeden uprawiany łan kmiecy, podczas gdy pół wieku wcześniej – dziesięć i trzy czwarte łana. Podobna zaraza dotknęła najprawdopodobniej i Ustrzyki Górne.
W 1667 Sejm za zasługi i fundację kościoła w Jasieniu zezwolił Maciejowi Stanisławowi Ustrzyckiemu na zamianę Ustrzyk Dolnych za Ustrzyki Górne. Maciej Ustrzycki dokonał zamiany Ustrzyki za Ustrzyki (dolne za górne). W 1701 tołhoje, zbóje zza węgierskiej granicy zrabowali wioskę i uprowadzili mieszkańców. W 1709, w czasie trwania III wojny północnej, wioska została spalona przez oddział Szwedów, cofających się z Ukrainy po przegranej bitwie pod Połtawą. Ustrzyki należały potem, jak i Stuposiany, do Wisłockich. Wisłoccy włączyli się do walk niepodległościowych, biorąc udział w powstaniach. Po powstaniu majątki zostały konfiskowane.

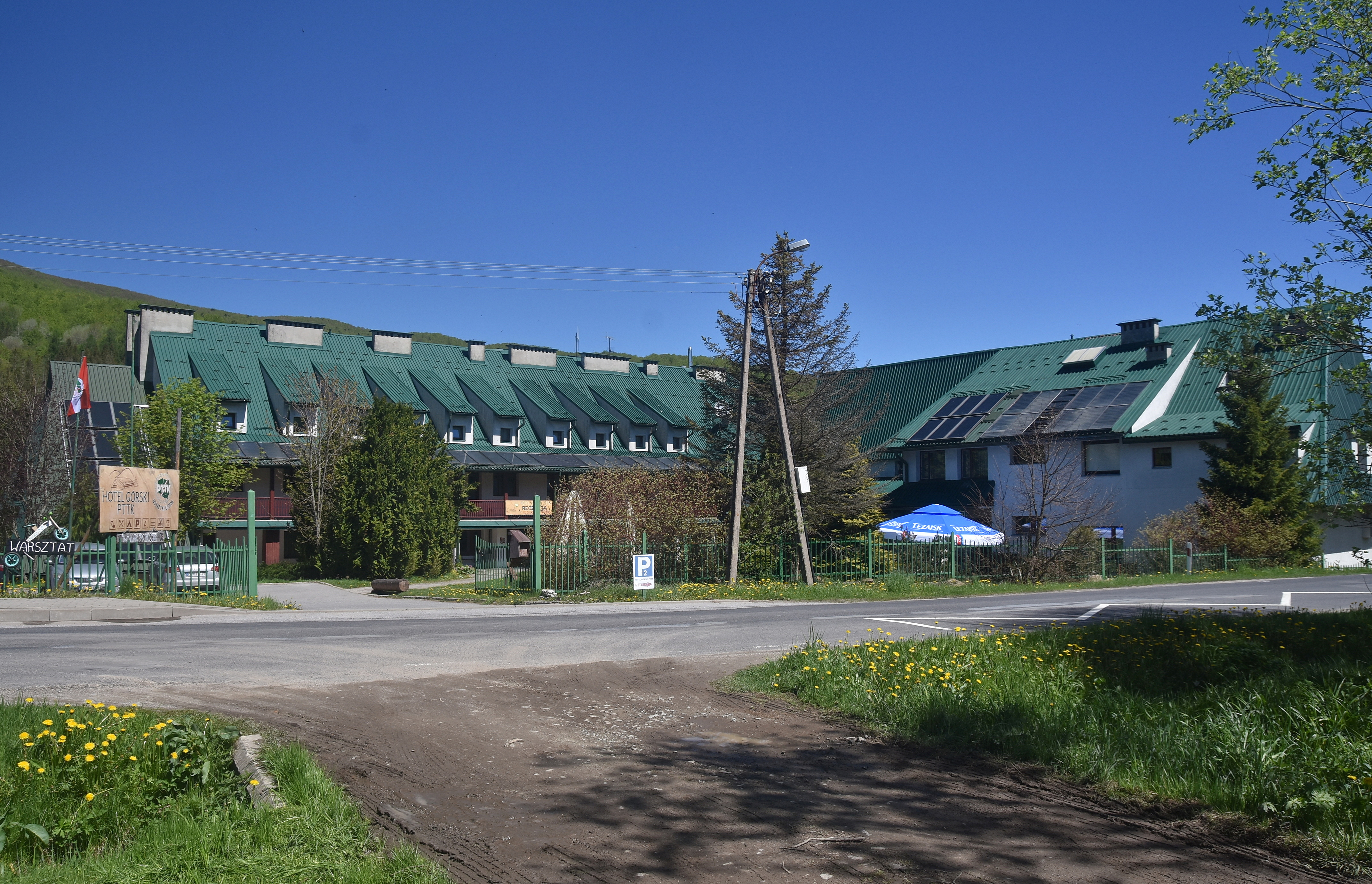
Hotel Górski PTTK
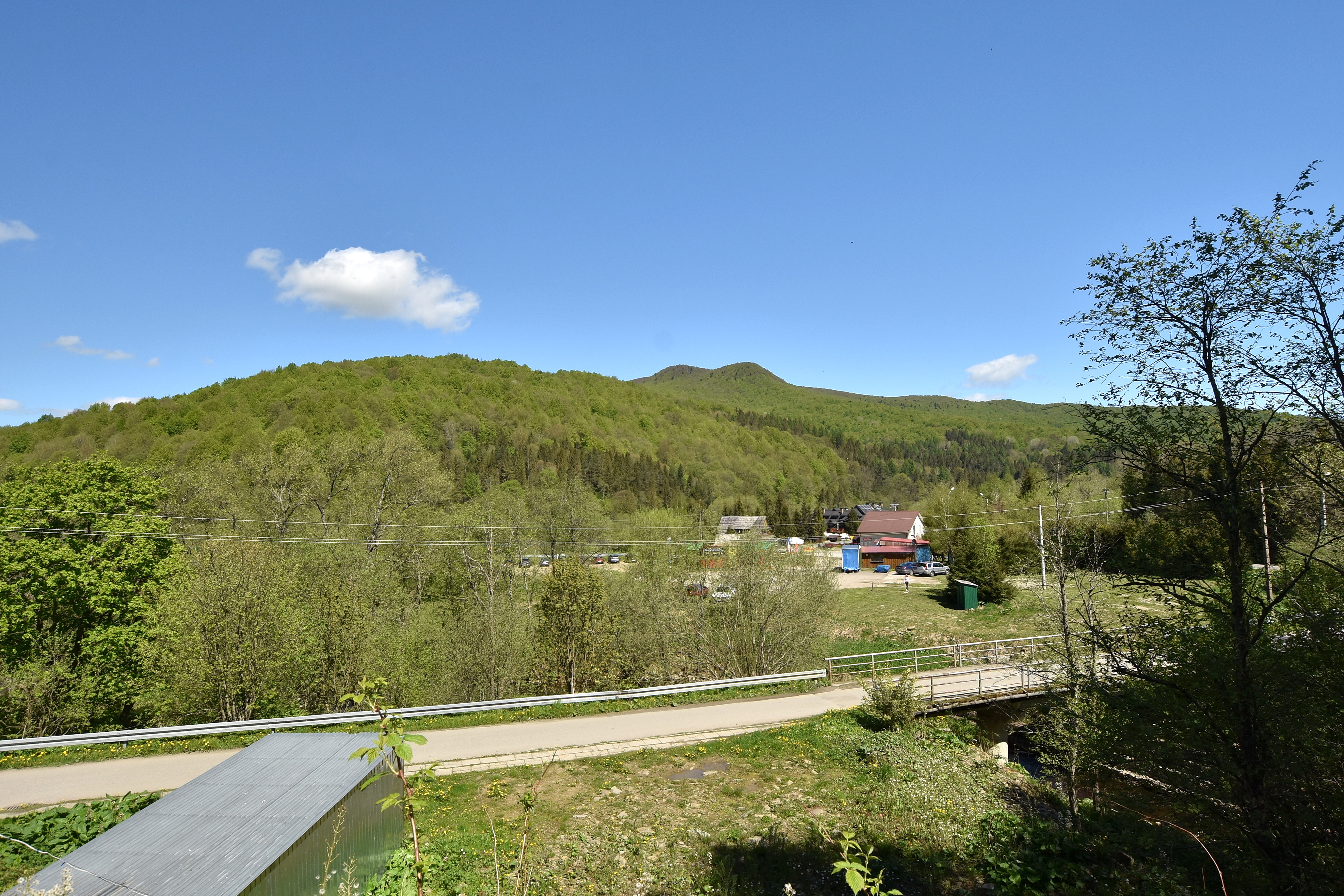
Widok na camping
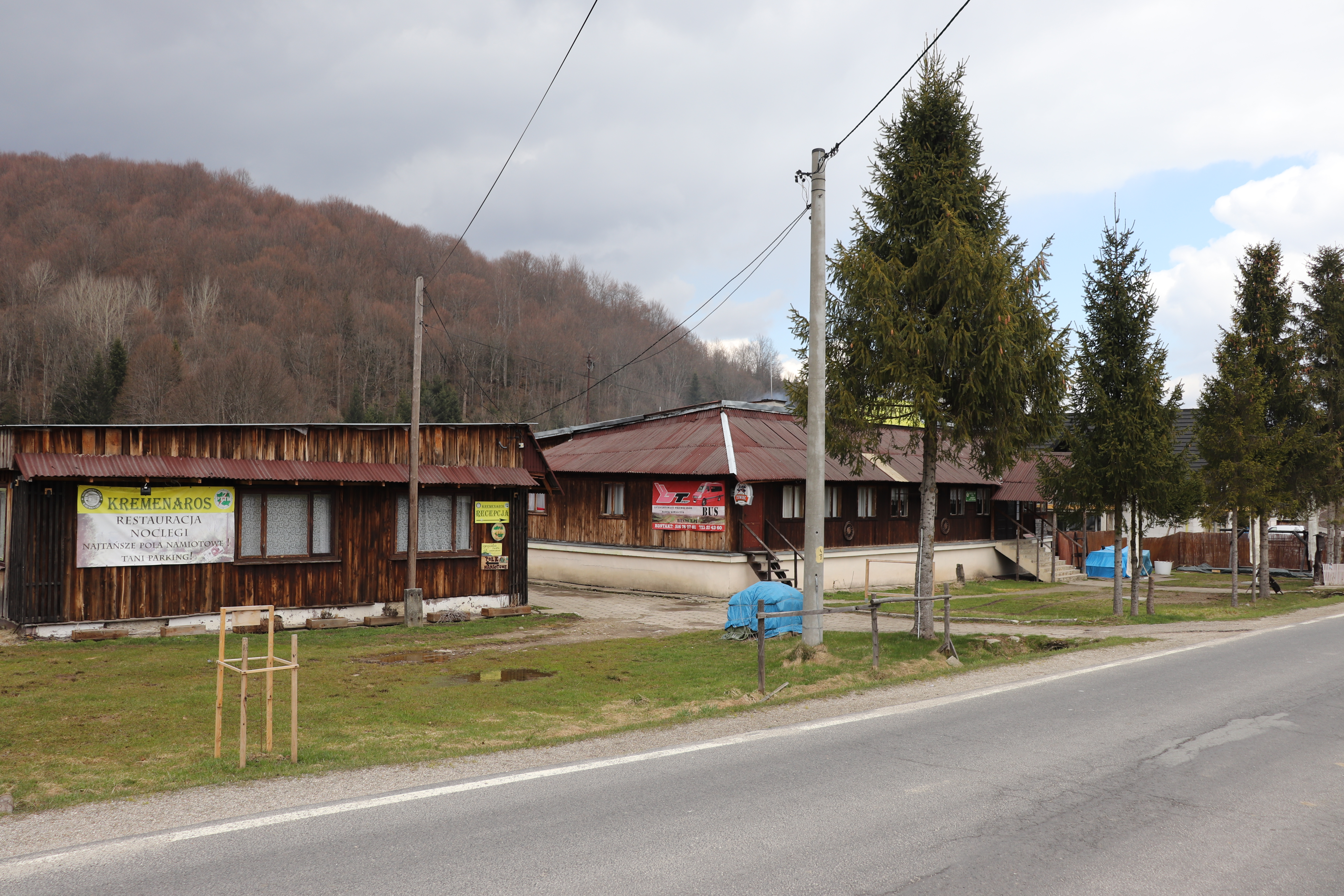
Schronisko Kremenaros

W połowie XIX wieku właścicielami posiadłości tabularnej Ustrzyki Górne byli spadkobiercy Juliusza Rittnera.
W 1914 Ustrzyki Górne należały m.in. do Augusta Nowaka, który posiadał tu tartak. Wybudowano tu także kolejkę wąskotorową od Ustrzyk do Sokolików.
W pierwszym kwartale 1915 w czasie I wojny światowej najcięższe walki toczyły się o Przełęcz Użocką i Przełęcz Beskid nad Wołosatem, co powodowało też zniszczenie wsi.
W II Rzeczypospolitej wieś w powiecie leskim województwa lwowskiego. W miejscowości stacjonowała placówka Straży Granicznej I linii „Ustrzyki Górne”.
Wieś została zajęta 27 września 1944 przez wojska radzieckie. W latach 1945–1946 w walce z nacjonalistami ukraińskimi z OUN-UPA zginęło tutaj 4 żołnierzy z polskiej 8 Dywizji Piechoty. W 1946 r. przesiedlono większość miejscowych Ukraińców do ZSRR, a w 1947 pozostałych na Ziemie Zachodnie. Przesiedlono także Polaków. Pozostawione gospodarstwa zostały spalone przez KBW. Po unicestwieniu wsi powstała strażnica WOP w 1951 oraz schronisko PTTK, uruchomione w 1956.
W latach 80. zaczęły rozwijać się jako osada leśna, a w latach 1984–1986 na miejscu cmentarza greckokatolickiego wybudowano kościół parafialny pw. św. Anny (wg proj. Mieczysława Zarycha) oraz powstały budynki siedziby Bieszczadzkiego Parku Narodowego.
W 1992 wybudowano Ośrodek Turystyczno-Rekolekcyjny im. Jana Pawła II, a w 1997 Ośrodek Turystyczno-Noclegowy Zajazd Pod Caryńską.
W latach 1975–1998 miejscowość położona była w województwie krośnieńskim.

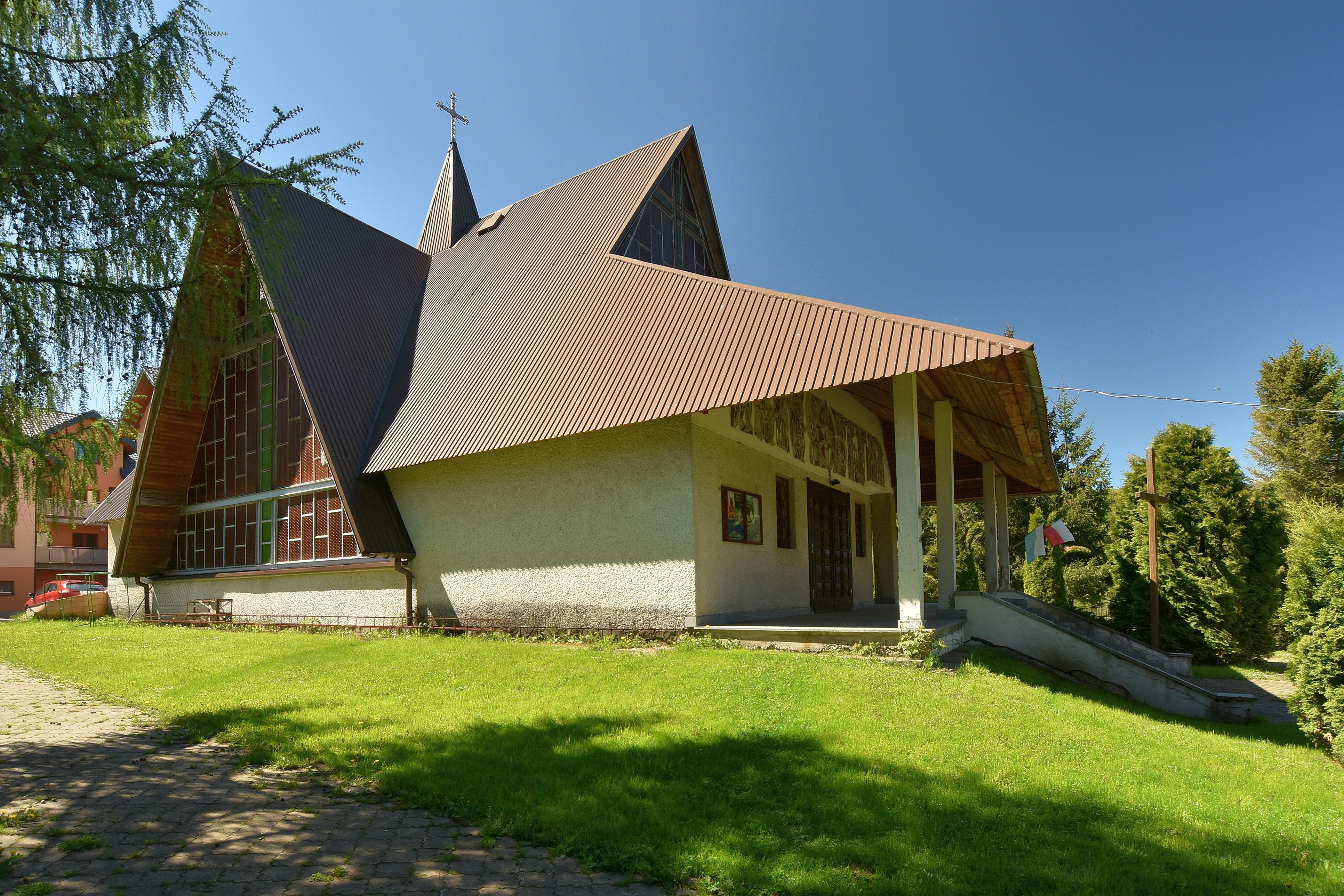
Kościół św. Anny
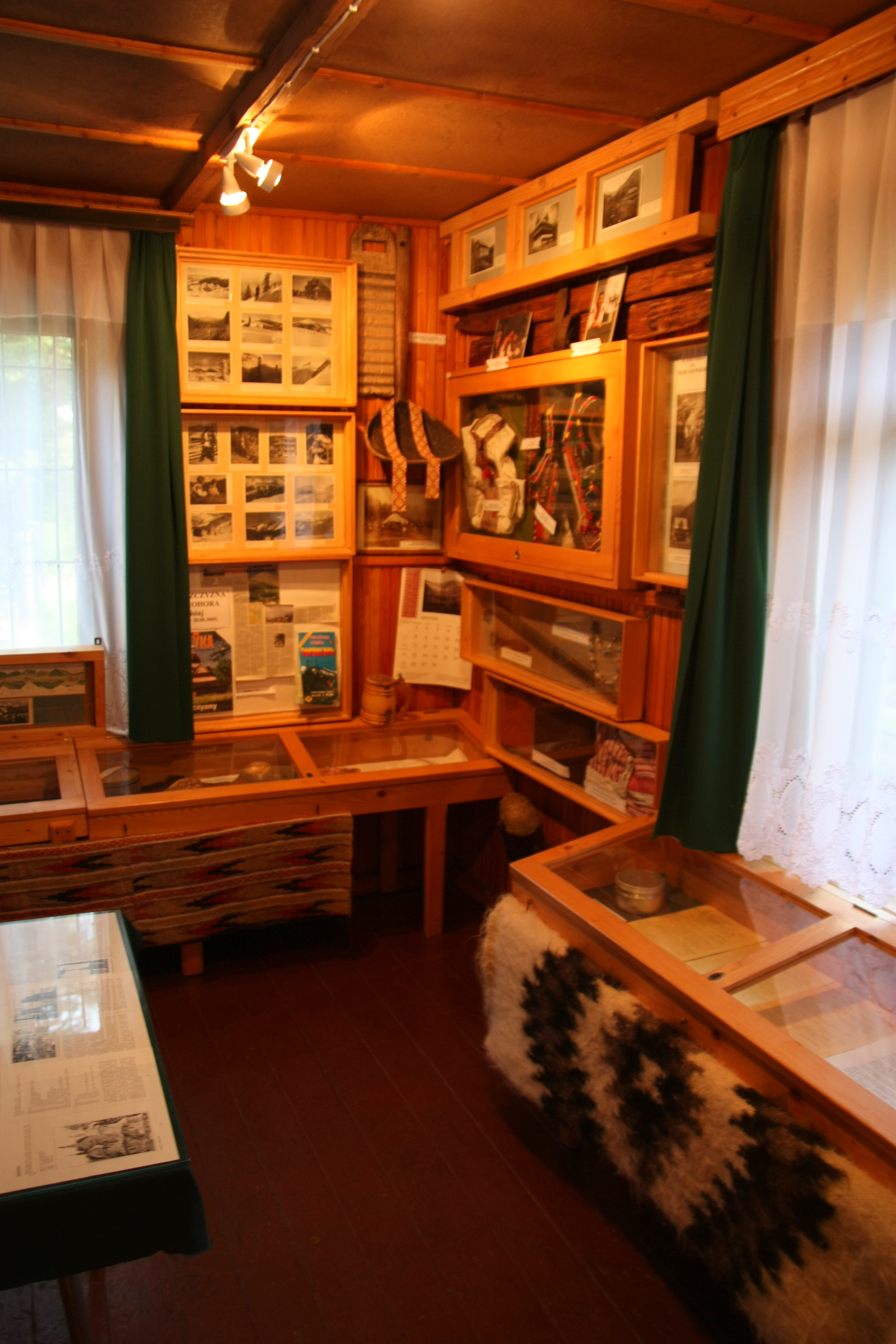
W Muzeum Turystyki Górskiej PTTK
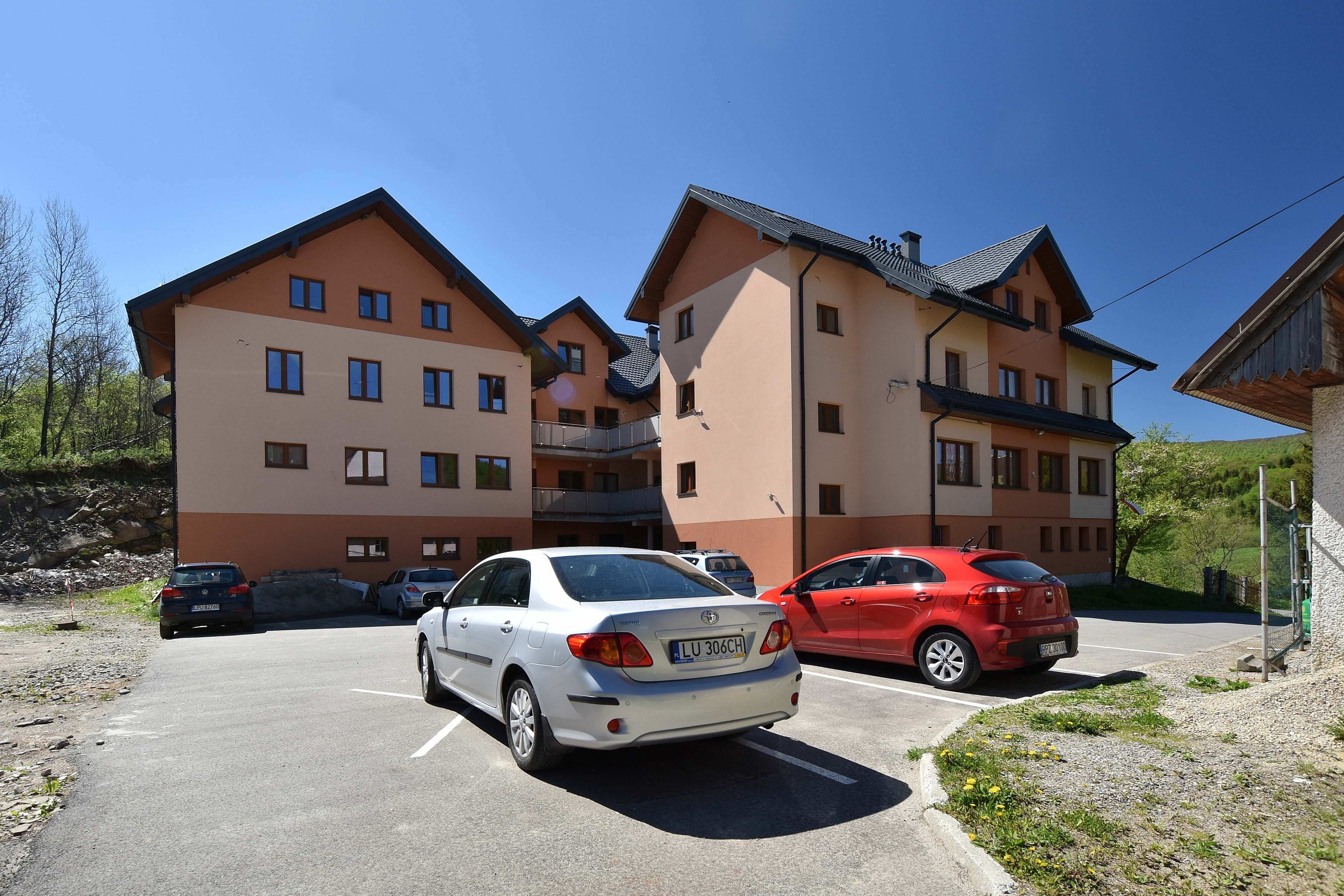
Dom Rekolekcyjny

## Demografia
- 1921 – Ustrzyki Górne zamieszkiwało 428 osób (w 68 domach mieszkalnych):
  - 341 wyznania greckokatolickiego
  - 56 wyznania mojżeszowego
  - 21 wyznania rzymskokatolickiego
- 1991 – 90 osób
- 2004 – 114 osób
- 2011 – 89 osób[15][16]
- 2020 – 80 osób[4]

## Honorowe obywatelstwa
- 2002 – Elżbieta Dzikowska

## Turystyka
Ustrzyki Górne stanowią dobrą bazę dla turystyki pieszej. Zimą oferują dobre warunki do narciarstwa biegowego (brak wyciągów narciarskich). W okolicy znajdują najwyższe szczyty polskich Bieszczadów: Połonina Caryńska (1297 m), Wielka Rawka (1304 m) oraz Tarnica (1346 m).

### Szlaki turystyczne
Szlak pieszy E8:
- (końcowy fragment Głównego Szlaku Beskidzkiego): Połonina Wetlińska – Brzegi Górne – Połonina Caryńska – Ustrzyki Górne – Szeroki Wierch – Halicz – Rozsypaniec – Wołosate
- szlak graniczny: Kremenaros – Wielka Rawka – Ustrzyki Górne – Wołosate – przełęcz pod Tarnicą – Bukowe Berdo – Widełki